# Miodrag Gvozdenović
Miodrag Gvozdenović (Nikšić, 1944. szeptember 19. – Szabadka, 2021. május 8.) Európa-bajnoki bronzérmes jugoszláv válogatott montenegrói röplabdázó.

## Pályafutása
Az OK Sutjeska Nikšić csapatában kezdte a röplabdázást, majd a szabadkai Spartak Subotica játékosa volt. 1975-ben jugoszláv bajnokságot nyert a Spartak csapatával, majd a következő évben harmadik helyezett lett a Bajnokcsapatok Európa-kupájában.
A jugoszláv válogatottban több mint 300 mérkőzésen szerepelt. Egy világ- és három Európa-bajnokságon vett részt. Az 1975-ös Európa-bajnokságon csapatkapitánya volt a bronzérmes csapatnak.

## Sikerei, díjai
Jugoszlávia
- Európa-bajnokság
  - bronzérmes: 1975, Jugoszlávia

 Spartak Subotica
- Jugoszláv bajnokság
  - bajnok: 1975
- Bajnokcsapatok Európa-kupája
  - bronzérmes: 1976